# Чемпионат Европы по фигурному катанию 1914
Чемпионат Европы по фигурному катанию 1914 года — соревнование по фигурному катанию за титул чемпиона Европы, которое проходило в Вене, Австрия 8 февраля  1914 года. Соревновались только мужчины. Победу одержал Фриц Кахлер. Чемпионат стал последним перед Первой мировой войной.

## Результаты
| Место | Имя            | Страна   | Баллы |
| ----- | -------------- | -------- | ----- |
| 1     | Фриц Кахлер    | Австрия  | 8     |
| 2     | Андреас Крог   | Норвегия | 12    |
| 3     | Вилли Бёкль    | Австрия  | 13    |
| 4     | Эрнст Оппахер  | Австрия  | 17    |
| 5     | Людвиг Вреде   | Австрия  | 27    |
| 6     | Йозеф Оппахер  | Австрия  | 31    |
| 7     | Эрвин Шварцбёк | Австрия  | 32    |

Судьи:
- Otto Bohatsch  Австрия
- Karl Kaiser  Австрия
- Emanuel Hajek  Австрия
- Hans Pfeiffer  Австрия
- Herbert Yglesias  Великобритания